# Shigeru Kayano
Shigeru Kayano (萱野茂 Kayano Shigeru?) (15 de junio de 1926 - 6 de mayo de 2006) fue una de las figuras dirigentes del pueblo ainu en Japón. Se le reconoce el ser uno de los maestros de la tradición oral ainu, así como el primer político ainu en sentarse en la Dieta (cámara alta japonesa) por el Partido Social Democrático entre 1994 y 1998. Murió de neumonía en un hospital de Sapporo, Hokkaidō el 6 de mayo de 2006.
Tal vez, Shigeru Kayano sea la persona ainu más conocida tanto dentro como fuera de Japón.